# Juana Bormann
Juana Bormann ou Johanna Bormann (Birkenfelde, 10 de setembro de 1893 – Hameln, 13 de dezembro de 1945) foi uma guarda feminina da SS, que atuou em diversos campos de concentração nazistas durante a II Guerra Mundial. 
Foi julgada e condenada como criminosa de guerra no Julgamento de Belsen e executada em dezembro de 1945.

## Biografia
Antes de ser integrada à SS, Juana trabalhava em um hospício, onde ganhava cerca de 15 a 20 marcos por mês.
Juana começou a carreira no campo de Lichtenburg em 1938, primeiro como cozinheira  e depois como auxiliar da SS ao lado de outras 49 mulheres, segundo ela, para “poder ganhar mais dinheiro”, visto que ali receberia 150 a 190 marcos por mês. 
Em maio de 1939 foi selecionada para trabalhar no novo campo de Ravensbruck, perto de Berlim, inicialmente na cozinha e depois, na supervisão de grupos de trabalhos forçados.
Após três anos foi destacada para Auschwitz, na Polônia, onde atuou de maio a dezembro de 1943 como Aufseherin (auxiliar feminina). Suas supervisoras incluíam duas notórias integrantes das guardas femininas de campos de concentração nazistas, Maria Mandel e Irma Grese.
De estatura baixa e muita crueldade, era chamada pelos prisioneiros de “a mulher com os cachorros”. Juana possuía um cachorro de estimação e foi acusada de incitar que o animal atacasse prisioneiros nos campos. Também foi acusada de agredir prisioneiros fisicamente e participar de seleções para as câmaras de gás.
Em 1944, com o acúmulo de derrotas da Alemanha Nazista e a invasão soviética no leste, Bormann – sem parentesco com o líder nazista Martin Bormann — foi transferida para um campo auxiliar na Silésia. Em janeiro de 1945 retornava à Ravensbruck e em fevereiro chegava a seu último posto, Bergen-Belsen, onde trabalhou sob as ordens de Josef Kramer, Irma Grese e Elisabeth Volkenrath, com os quais já tinha servido em Auschwitz.
Em 15 de abril de 1945 o exército britânico chegou ao campo, encontrando 10.000 cadáveres insepultos e 40.000 sobreviventes esqueléticos à beira da morte; os libertadores obrigaram todo o pessoal da SS a enterrar os corpos.
Juana foi presa, interrogada pelos militares e processada no Julgamento de Belsen, realizados entre setembro e dezembro de 1945. Diversos sobreviventes testemunharam sobre os crimes cometidos por ela em Auschwitz e Belsen, algumas vezes soltando seu grande cão pastor-alemão em cima de prisioneiros indefesos. Foi considerada culpada por crimes contra a humanidade e enforcada — junto com Grese e Volkenrath — em 13 de dezembro de 1945, na prisão de Hameln.
Seu carrasco, Albert Pierrepoint, escreveu tempos depois sobre o dia anterior à execução, quando foi pesada para o cálculo da altura correta da queda: "Ela andou vacilante pelo corredor parecendo velha e encovada aos 42 anos de idade" — na verdade tinha 52. "Tremia ao ser colocada na balança. Em alemão, ela disse: "Eu tenho os meus sentimentos""